# Alex Jolig
Alex Jolig (Stuttgart, 17 de janeiro de 1963), mais conhecido por seu nome artístico Alex, é um ator, cantor e motociclista alemão.